# (84522) 2002 TC302
(84522) 2002 TC302 és un objecte del Cinturó de Kuiper, que orbita al voltant del Sol a 55 ua de distància mitjana. Es va descobrir el 9 d'octubre del 2002 pel programa de detecció d'asteroides NEAT en l'Observatori Palomar (Califòrnia, EUA).
S'inclou dins de la categoria dels objectes del disc dispers a causa del fet que se situa a més de 50 ua del Sol, encara que també es pot classificar com un objecte de ressonància 2:5, ja que efecta dues òrbites al voltant del Sol alhora que Neptú en completa cinc. Té un diàmetre aproximat de 1.200 km, convertint-lo en el major objecte de la seva ressonància i en el tercer del disc dispers després de Eris i Sedna.